# Eugalta cameroni
Eugalta cameroni là một loài tò vò trong họ Ichneumonidae.